# OC Be 2/2
La Be 557 614 (ex Be 2/2 14) était une automotrice électrique circulant sur la ligne de chemin de fer Orbe – Chavornay.

## Description

### Contexte
En 1989, sous l'impulsion de l'Office fédéral des transports qui estimait qu'un petit exploitant d'une ligne de 4 kilomètres ne pouvait acheter une unité multiple existante sur le marché, car trop grande et trop chère, Stadler Rail construisit en 1989 cette automotrice courte (sorte de Railbus) à deux essieux qu'il livra en 1990.

### Technique
Cette automotrice ne comporte aucune place en 1re classe, d'une hauteur de 3.96 m, d'une longueur de 13.34 m d'une largeur de 2.85 m. En effet, elle est composée d'un unique compartiment 2e classe. Les 64 places sont réparties entre 40 places assises, 24 places debout et aucun strapontin. D'un poids de 20.2 tonnes et d'une puissance de 360 kW, elle pouvait rouler à une vitesse de 80 km/h. Le 7 mars 2023, elle a été envoyée à la ferraille chez le ferrailleur Perret SA à Chavornay.